# 林子偉
林子偉（1994年2月15日—），是臺灣職業棒球選手，曾效力於美國職棒波士頓紅襪、紐約大都會小聯盟、獨立聯盟長島鴨、中華職棒台鋼雄鷹，現效力於中華職棒樂天桃猿，守位包含內野手、外野手，具備多重守備位置，故在旅美時亦以工具人身分爭取上場機會。

## 早年及個人生活
林子偉出生於高雄縣三民鄉民生村（今高雄市那瑪夏區達卡努瓦里），為布農族人。他是林岱安的堂弟、蕭憶銘的舅舅。
2014年與老婆朱凱莉結婚，2017年女兒出生。

## 經歷
曾獲IBAF2010年最佳青棒球員。在2010年世界青棒錦標賽奪下最有價值球員、打擊王、得分王與最佳守備獎。於2012年與美國職棒波士頓紅襪隊簽約，簽約金額為209萬美金（含4萬美金學費），同年投入新人聯盟的灣岸紅襪。

### 波士頓紅襪
2017年6月24日，紅襪隊因內野手喬許·拉特利奇受傷，從2A把林子偉升上大聯盟填補戰力缺口，成為台灣第13位登上大聯盟的球員，並在當天比賽對洛杉磯安那罕天使的九局上半接替捕手克里斯蒂安·瓦茲奎茲擔任代跑，達成大聯盟的首度出賽。同年6月29日，擔任先發二壘手，為在大聯盟的第二次先發出賽，單場擊出2支安打，包含生涯首支長打（三壘安打）。7月3日，擔任先發游擊手，單場貢獻三支安打、跑回兩分，為台灣首位在大聯盟單場敲出三支安打的球員。7月4日擔任先發第九棒三壘手，對上德州遊騎兵日籍先發強投達比修有。林子偉單場三安打，打出大聯盟生涯第一分打點和第二分打點，大聯盟生涯首次盜壘成功，紅襪終場11比4擊敗遊騎兵。7月14日，林由原先的73號背號更改為5號，是紅襪隊史上第35位著5號球衣的球員，前一位身穿5號的為游擊手諾馬·賈西亞帕拉。
2018年9月21日，林子偉面對印地安人隊敲出生涯首轟。這是台灣球員相隔11年後再度有人在大聯盟開轟，上一人已經是2007年效力於道奇的胡金龍，林子偉也是繼郭泓志和胡金龍之後，第三位敲出全壘打的台灣選手。2018年紅襪成功奪得世界大賽冠軍，林子偉雖然沒有進季後賽和世界大賽參賽名單，但因有隊友受傷無法出賽，讓林子偉從美聯分區系列賽開始被總教練指名隨隊跟練。紅襪世界大賽冠軍後隔年發戒指，林子偉也被球隊算進，使林子偉與王建民成為台灣唯二擁有世界大賽冠軍戒指的球員。
2019年賽季，林子偉在開季時先在3A，直到4月6日回到大聯盟三天，因布羅克·霍特右眼眼角膜損傷而進入60天傷兵名單。4月16日，因达斯汀·佩德罗亚左膝蓋受傷而進入傷兵名單，林子偉再次重歸大聯盟。因隊中只有兩位捕手，他也以被前捕手傑森·瓦瑞泰克訓練，成為緊急第三捕手。2020年8月14日，紅襪隊對光芒隊比賽中首次以捕手身份出場。
2020年10月26日，被紅襪隊移出40人名單。11月2日，成為小聯盟宣告自由球員名單。

### 後續事業
2020年12月3日，與明尼蘇達雙城簽下小聯盟合約。並於2021年4月23日，升上大聯盟。2022年下小聯盟後2月份因為側腹肌撕裂傷兩度進入傷兵名單而整季報銷，季後成為自由球員，加入紐約大都會小聯盟後於2022年8月12日被美國職棒紐約大都會隊釋出而成為自由球員，並在之後加盟獨立聯盟長島鴨，2022年10月18日轉加盟澳洲職棒奧克蘭喙頭蜥隊，2023年2月22日再度加入大西洋联盟的長島鴨隊，也是繼去年後再次回歸獨立聯盟。

### 台鋼雄鷹
2023年7月3日，林子偉正式宣布投入當年度中華職棒選秀。7月12日，在選秀會上，林子偉獲得台鋼雄鷹首輪第一指名，成為當年度選秀狀元。7月22日林子偉原所屬的獨立聯盟長島鴨宣布，台鋼雄鷹已經買斷其合約，雄鷹球團隨後證實此事，且近一步指出雙方已經談妥加盟合約，只待細節仍須等林子偉回國討論。

### 樂天桃猿
2023年8月10日，林子偉被台鋼雄鷹交易至樂天桃猿，雄鷹換來桃猿王溢正、翁瑋均、藍寅倫三名選手，外加旅日王柏融選手的契約權（在聯盟規章中，優先議約權不可交易，故樂天採用轉讓方式完成），交易案8月15日正式生效。8月16日，林子偉正式加盟樂天桃猿，簽下2年4.5個月合約，合約總額達3100萬，月薪破百萬，成為樂天桃猿「薪一哥」。8月19日，林子偉在樂天桃園棒球場迎來中職初登板，擔任第六棒、先發游擊手，終場繳出雙安表現，另有一次守備失誤。

## 球探評價
林子偉官方資料上身高5呎9吋 （175公分），體重180磅（82公斤）。球探評鑑其內野各個位置的守備能力稱職，並有著平均等級的傳球臂力；跑壘速度和擊中球的能力良好，但缺乏長打，長打能力被評為劣於平均的水準。於小聯盟時期，林也曾擔任外野手的守備位置。

## 職棒生涯成績

### 美國職棒
| 年度 | 球隊         | 出賽 | 打數 | 安打 | 全壘打 | 打點 | 盜壘 | 三振 | 四死 | 壘打數 | 雙殺打 | 打擊率 | 上壘率 | 長打率 | OPS   |
| ---- | ------------ | ---- | ---- | ---- | ------ | ---- | ---- | ---- | ---- | ------ | ------ | ------ | ------ | ------ | ----- |
| 2017 | 波士頓紅襪   | 25   | 56   | 15   | 0      | 2    | 1    | 17   | 9    | 19     | 0      | 0.268  | 0.369  | 0.339  | 0.709 |
| 2018 | 波士頓紅襪   | 37   | 65   | 16   | 1      | 6    | 0    | 17   | 8    | 27     | 0      | 0.246  | 0.329  | 0.415  | 0.799 |
| 2019 | 波士頓紅襪   | 13   | 20   | 4    | 0      | 1    | 1    | 6    | 2    | 6      | 0      | 0.200  | 0.273  | 0.300  | 0.573 |
| 2020 | 波士頓紅襪   | 26   | 52   | 8    | 0      | 3    | 0    | 17   | 2    | 9      | 1      | 0.154  | 0.182  | 0.173  | 0.355 |
| 2021 | 明尼蘇達雙城 | 1    | 0    | 0    | 0      | 0    | 0    | 0    | 0    | 0      | 0      | 0.000  | 0.000  | 0.000  | 0.000 |
| 合計 | 5年          | 102  | 193  | 43   | 1      | 12   | 2    | 57   | 21   | 61     | 1      | 0.223  | 0.298  | 0.316  | 0.614 |

### 中華職棒
| 年度 | 球隊     | 出賽 | 打數 | 安打 | 全壘打 | 打點 | 盜壘 | 三振 | 四死 | 壘打數 | 雙殺打 | 打擊率 | 上壘率 | 長打率 | OPS   |
| ---- | -------- | ---- | ---- | ---- | ------ | ---- | ---- | ---- | ---- | ------ | ------ | ------ | ------ | ------ | ----- |
| 2023 | 樂天桃猿 | 20   | 73   | 15   | 1      | 12   | 3    | 20   | 8    | 20     | 1      | 0.205  | 0.280  | 0.274  | 0.554 |
| 2024 | 樂天桃猿 | 59   | 166  | 32   | 4      | 15   | 5    | 37   | 18   | 53     | 3      | 0.193  | 0.269  | 0.319  | 0.588 |
| 合計 | 2年      | 79   | 239  | 47   | 5      | 27   | 8    | 57   | 26   | 73     | 4      | 0.197  | 0.272  | 0.305  | 0.577 |

## 成棒國手經歷
- 2019年亞洲棒球錦標賽中華隊
- 2022年亞洲棒球錦標賽中華隊
- 2023年世界棒球經典賽中華隊
- 2026年世界棒球經典賽資格賽中華隊

## 外部連結
- 林子偉在美國職棒官網（英语）
- 林子偉在中華職棒官網
- 林子偉在Baseball-Reference.com（大聯盟）（英语）
- 林子偉在Baseball-Reference.com（小聯盟以及海外聯盟）（英语）
- 林子偉在ESPN（MLB）（英语）
- 林子偉在FanGraphs.com（英语）
- 林子偉在Retrosheet（英语）
- 林子偉在The Baseball Cube（英语）
- 林子偉的Facebook專頁
- 林子偉在台灣棒球維基館上的頁面（繁體中文）

| 前任： 曾子祐 | 中華職棒新人選秀狀元 2023年 | 繼任： 張育成 |